# Раджабов, Тимур Умматович
Тимур Умматович Раджабов (19 августа 1976, г. Буйнакск, Дагестанская АССР, РСФСР, СССР) — российский дагестанский поэт, переводчик. Член Союза писателей России (2015).

## Биография
Тимур Раджабов родился в г Буйнакск. Отец родом из села Кина Рутульского района. По национальности  рутулец.

## Учёба
Окончил Литературный институт имени А. М. Горького. Рекомендацию для поступления в 1997 году молодому поэту дал Расул Гамзатов.
До школы Тимур жил в горах, в Южном Дагестане на границе с Азербайджаном. Потом часто менял интернаты: Махачкала, Каспийск, Хасавюрт, Буйнакск.
А после окончания училища будущий поэт решил учиться на отделении журналистики Дагестанского госуниверситета. Чтобы поступить туда, надо было срочно что-то опубликовать.
Проза показалась Тимуру слишком сложной и абитуриент сложил первые в жизни стихи.
Первый курс Даггосуниверситета он окончил на отлично. Затем - учёба в московском Литинституте. Диплом получал уже автор книги стихов.

## Книги
В 2006 году вышла книга стихов "Озорное вино".
Тимур Раджабов — один из авторов книги «Серебряный стрелец. Поэзия – 2008».
Произведения Тимура Раджабова многократно публиковались в известных литературных и общественно-политических журналах и газетах в России, в Европе и в США: "День и Ночь", "Зарубежные задворки", "Московский комсомолец", "Лампа и дымоход", "Семь искусств" и многих других.
В 2013 году вышел сборник стихов «Можно читать», презентация которого успешно прошла в Махачкале
.
В январе 2014 г в Московском доме национальностей состоялась презентация книги "Можно читать".

## Песни на стихи Тимура Раджабова
Раджабов известен как автор слов к многочисленным песням. Вот некоторые из них:
- Я — Советский солдат (музыка, исполнение Марат Фидель, стихи Тимур Раджабов)[4]
- На века (песня о России) (музыка, исполнение Сергей Минаев, стихи Тимур Раджабов)[5]

## Награды
- лауреат фестиваля гражданской лирики "Московские салюты - 2006"
- лауреат международного поэтического конкурса "Серебряный стрелец - 2007" (Лос-Анджелес)
- призёр (3 место) международного поэтического конкурса "Осенние тетради"(2007)" [6].
- лауреат премии им Юсупа Хаппалаева (Махачкала, 2012);
- четыре раза был участником и лауреатом всероссийского форума под эгидой Мэрии Москвы "Часовые памяти" (2006-2012 годы).
- Всего более 20 побед и призовых мест в больших и малых литературных сетевых и несетевых конкурсах.
- Финалист  в номинации «Литература» народного конкурса «Горец года – 2013», «Горец года – 2014» и  Победитель  «Горец года – 2015» по итогам интернет-голосования [7][8].

## Общественная деятельность
Тимур Раджабов часто встречается с подрастающим поколением, проводит творческие вечера в Москве и в Дагестане.
Вот некоторые из них:
- 22 января 2014 года Московском доме национальностей прошел вечер поэзии Тимура Раджабова[9].
- 7 августа 2014 года в Национальной библиотеке РД им. Расула Гамзатова состоялся творческий вечер поэта и переводчика национальных стихов Тимура Раджабова[10].
- 4 декабря 2015 года молодой поэт Тимур Раджабов побывал в гостях у книголюбов Хасавюрта[11].
- 7 декабря 2015 года член Союза писателей России Тимур Раджабов встретился с молодежью Кизляра[12].